# Abram Dragomirov
Abram Mikhailovich Dragomirov (em russo:  Абра́м Миха́йлович Драгоми́ров, tr. Abrám Michájlovič Dragomírov ; 21 de abril [Calend. juliano: 9] 1868 – 9 de dezembro de 1955) foi um General do Exército Imperial Russo.Após a Revolução Russa, ele se juntou a Anton Denikin no Exército Branco.

## Juventude e serviço pré-guerra
Ele era filho do general russo Mikhail Dragomirov e irmão de Vladimir Dragomirov.Em 1902–1903, foi chefe do estado-maior da 7ª Divisão de Cavalaria e, mais tarde, da 10ª Divisão de Cavalaria. Em 1912 se tornou comandante da Fortaleza de Kaunas.

## Primeira Guerra Mundial
Ele começou a Guerra à frente da 2ª Brigada de Cavalaria e em dezembro de 1914 tornou-se Chefe Geral da 16ª Divisão de Cavalaria . Ele liderou o 9º Corpo de Exército em 1915–1916, o 5º Exército entre agosto de 1916 e abril de 1917 e a Frente Norte até junho de 1917.

## Guerra Civil Russa e exílio
No final de 1917 fugiu para a região do Don , onde se juntou ao Movimento Branco. Ele foi nomeado presidente do Conselho Militar por Denikin em março de 1920. Sendo comandante chefe do exército até o retorno e eleição de Pyotr Wrangel. Após a derrota do Exército Branco, ele foi evacuado para Constantinopla de onde mudou-se para a Sérvia, e em 1931 para a França.
Durante a Segunda Guerra Mundial juntou-se ao Exército de Libertação da Rússia pró-alemão de Andrey Vlasov
Viveu seus últimos 10 anos de sua vida na França e foi sepultado no Cemitério Russo de Sainte-Geneviève-des-Bois .